# Bengal Vinto
Bengal Vinto is een plaats in het departement Oruro, Bolivia. Het is naar aantal inwoners de tweede grootste plaats van de gemeente Pampa Aullagas, gelegen in de Ladislao Cabrera provincie.
In de gemeente Pampa Aullagas spreekt 81,2 procent van de bevolking het Aymara.

## Bevolking
| Jaar | Populatie |
| ---- | --------- |
| 1992 | -         |
| 2001 | 237       |
| 2012 | 351       |